# Charmosyna rubrigularis
El lori barbirrojo (Charmosyna rubrigularis) es una especie de ave psitaciforme de la familia Psittaculidae endémica de las islas Bismarck.

## Descripción
El lori barbirrojo mide alrededor de 17 cm de largo. Su plumaje es de color verde uniforme salvo por la mancha roja de su barbilla y garganta, enmarcada por un borde amarillo; también presenta rojo en la parte inferior de la cola. Su pico, patas e iris son anaranjados.

## Distribución y hábitat
Se encuentra distribuido por las selvas húmedas de las islas del archipiélago Bismarck, perteneciente a Papúa Nueva Guinea.